# Condado de Rypin
Condado de Rypin (polaco: powiat rypiński) é um powiat (condado) da Polónia, na voivodia de Cujávia-Pomerânia. A sede do condado é a cidade de Rypin. Estende-se por uma área de 587,08 km², com 44 373 habitantes, segundo os censos de 2005, com uma densidade 75,58 hab/km².

## Divisões admistrativas
O condado possui:
Comunas urbanas: Rypin
Comunas rurais: Brzuze, Rogowo, Rypin, Skrwilno, Wąpielsk
Cidades: Rypin

## Demografia
População (dados de 30 de Junho de 2005):
|          | Total   | Total | Mulheres | Mulheres | Homens  | Homens |
| -------- | ------- | ----- | -------- | -------- | ------- | ------ |
|          | pessoas | %     | pessoas  | %        | pessoas | %      |
| Total    | 44 373  | 100   | 22 593   | 50,9     | 21 780  | 49,1   |
| Cidades  | 16 545  | 100   | 8683     | 52,5     | 7862    | 47,5   |
| Povoados | 27 828  | 100   | 13 910   | 50       | 13 918  | 50     |